# 要港部
要港部（日语：〔〕／ Yōkōbu ），为旧日本海军的机构之一，作为海军的根据地的一种，统辖舰队后方的机构。

## 概述
1889年（明治22年）5月29日，日本海军颁布了《镇守府条例》，其中规定在镇守府以下设立所谓“要港”，以统筹港务、航运等事宜，并配置鱼雷艇队（日语：水雷隊）进行警备。同年6月，时軍令部长伊藤隽吉挑选了11个候选地，向时任海軍大臣西鄉從道提出申请，但遭到了驳回。
这最初的11个候选地，分别为：鳥羽（三重县）、女川（宮城縣）、宇和島（爱媛县）、竹敷（长崎县对马）、若松（长崎县五島列島）、鹿儿岛（鹿儿岛县）、久慈（鹿儿岛县奄美大島）、马关（山口县）、島前（岛根县隱岐群島）、七尾（石川縣）、函館（北海道）。
1893年（明治26年）5月20日施行的镇守府条例修订案中，在镇守府的职能下增加“军港要港的防御”，而将要港部相关内容删除。同年11月，时军令部长中牟田仓之助将修正案再次提交给西乡。新案提议设置第五海军区，同时将原议11港进行调整后，作为镇守府辖下机构。根据这份草案，指定各要港如下：
- 橫須賀鎮守府管区：鳥羽、女川；
- 吴镇守府管区：仙崎（日语：仙崎）（山口县，取代马关）、佐伯（大分县，取代宇和島）；
- 佐世保镇守府管区：竹敷、鹿儿岛、久慈；
- 舞鶴鎮守府管区：島前、七尾；
- 第五海军区管区：大凑（日语：大湊 (むつ市)）（青森縣，取代函館）、厚岸（釧路郡）、声问（稚內市）。

1896年（明治29年）4月1日，日本海军颁布要港部条例，规定各要港部以要港所在地进行命名，在各镇守府所属的要港内负责港口戒备，同时负责军需品补给、舰艇器材的小修理等事务；此外还在每个要港组建水雷敷设队。此后日本海军根据这份议案为蓝本，陆续设立一系列要港部：
- 1896年（明治29年）4月1日，竹敷要港部（日语：竹敷要港部）设立；1912年（大正元年）10月1日实质性关闭。
- 1901年（明治34年）7月4日，馬公要港部设立；1941年（昭和16年）11月20日，升格为警備府。
- 1905年（明治38年）12月12日，大凑水雷团升格为大凑要港部（日语：大湊警備府）；1941年（昭和16年）11月20日，升格为警備府。
- 1907年（明治40年），永興（朝鲜咸镜南道）获指定为要港，但未设置要港部，而是交由防备队进行管辖；1923年（大正12年）4月1日解除指定。
- 1914年（大正3年）4月1日，旅顺镇守府（日语：旅順要港部）降格为要港部；1922年（大正11年）12月10日关闭。1933年（昭和8年）4月20日，重新设立旅顺要港部；1941年（昭和16年）11月20日，升格为警備府。
- 1915年（大正4年），临时青岛要港部设立，之后改编为青岛根据地队。
- 1916年（大正5年）4月1日，镇海防备队（日语：鎮海警備府）升格为要港部；1941年（昭和16年）11月20日，升格为警備府。
- 1923年（大正12年）4月1日，舞鶴鎮守府降格为要港部；1939年（昭和14年）12月1日，重新升格为镇守府。
- 1938年（昭和13年）4月1日，德山指定为要港，但未设置要港部[2]，而是交由燃料厂进行管辖；战败的同时废除指定。

1897年（明治30年）12月1日，修订的条例中规定，要港部司令在战时或者突发状况，可以指挥停泊在本港内的全部舰艇，包括舰籍本归属别处的舰艇；同时在战时或突发状况可以指挥本属别处的兵员进行本港的防卫。1899年（明治32年）7月11日，要港部事务中追加要港附近海岸以及海面警备一条。1900年（明治33年）5月20日，新修订的要港部条例规定，要港部不再隶属镇守府，而是名义上受天皇直辖；军政人事受海军大臣管理；防御计划受军令部长指挥；具体的舰政、兵事、海岸海面警备听从同属同一海军区的镇守府司令长官分配；而要港部所需要的兵员及器材、物资的配给则听从海军区的分配。
1905年（明治38年）12月12日，各要港部开始配备驱逐队以及潜艇队。1912年（大正元年）10月，要港部内开始设置病房和海军医院。1922年（大正11年）4月1日，在各要港部（大凑、旅顺两处除外）设置军法会议（大凑、旅顺两港要到1933年才设立相应的军法会议）。1928年（昭和3年）3月30日，为了做好部队出动的准备工作、强化地方审计和监督，各要港部设置经理部。此外根据日军的作战安排，1933年（昭和8年）开始陆续在各要港部设立航空队。1936年（昭和11年）在各要港部设立建筑部。
1941年（昭和16年）11月20日，日本海军将大凑、马公、镇海、旅顺4地要港部提升为警备府，加强了相关权限。
要港部的首长为要港部司令。1936年7月1日，舞鹤要港部司令首先提升待遇为親補職，1938年11月14日起，其余的要港部司令也全部升为亲补职。其后要港部升格为警备府时，警备府司令长官同样维持亲补职待遇。

## 汪精卫政权海军
抗日战争时期，汪精卫政权在日本的援助下重新设立海军，也同样仿照日本的模式设立了要港部。其中的例子包括南京要港部以及1940年12月设立的威海卫要港部（当初叫做“基地队”）。
威海卫要港部向青岛以及芝罘派出基地分队，下辖有炮舰海祥号等，截止至1941年12月时共有人员430人，司令为海军少将衔。其后日本派出军事顾问团，首席指导官林蓉斋海军大佐将中国威海卫要港部指导部编入第三遣支艦隊。1942年4月，林将首席指导官一职转交给森田一男海军大佐。